# بيتللو

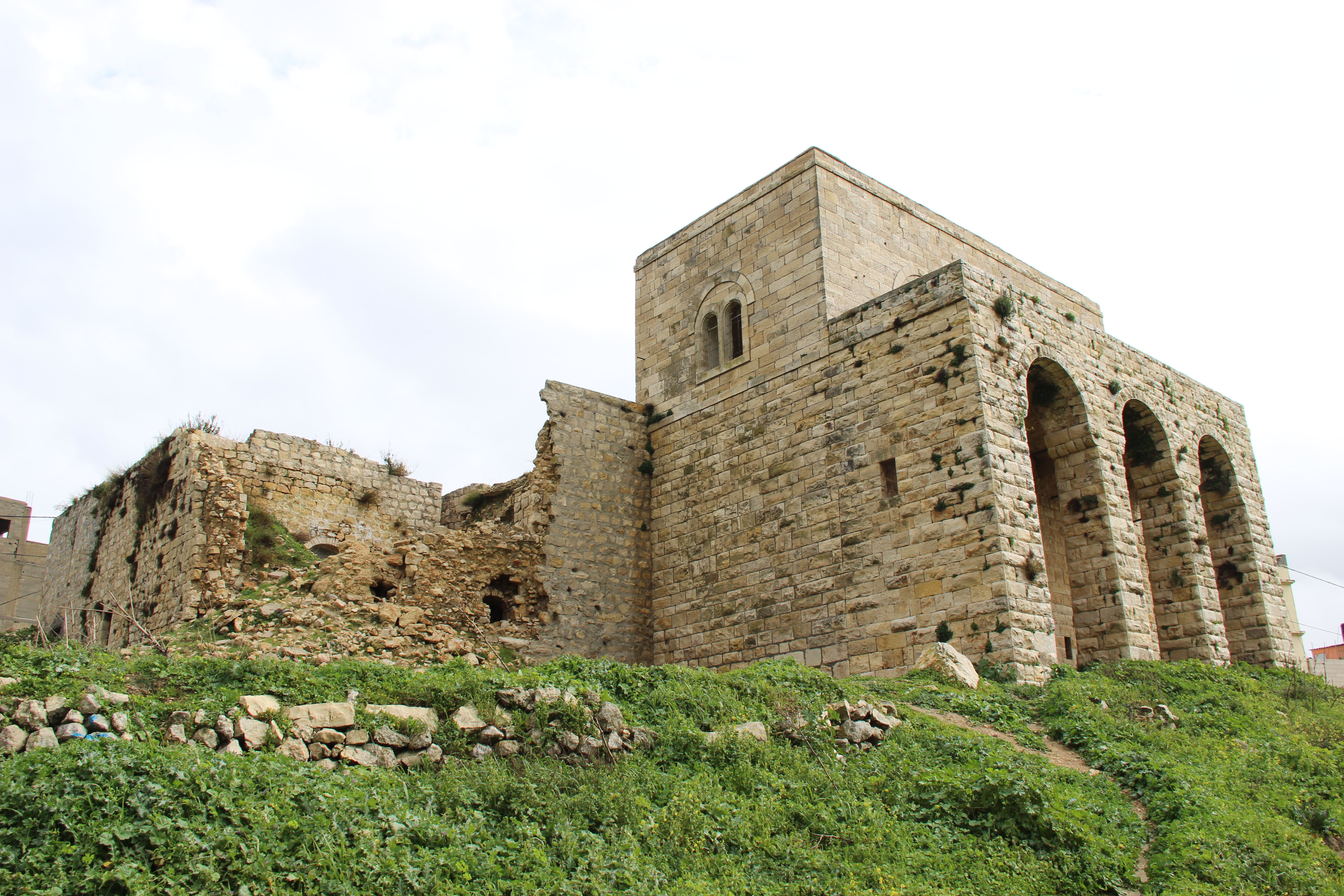
تبين الصورة علية قرية بيتلو

بَيْتِلُّو أو بَيْت إِلُّو قرية فلسطينية من قرى الضفة الغربية في محافظة رام الله والبيرة، تقع إلى الشمال من القدس. بلغ عدد سكانها حوالي 3,465 نسمة (لا يشمل المغتربين) حسب التعداد العام للسكان والمساكن والمنشآت عام 2017. وهي من القرى المحتلة في حرب عام 1967.

## التسمية
قد يكون اسم القرية تحريفاً لـ «بيت تلون» بمعنى التلة الصغيرة، وربما تحريفاً لـ «بيت إلّو» التي تعني بيت الله. ذكرت القرية في العهد الروماني باسم " Ilon "، وأطلق عليها الصليبيون في العصور الوسطى " Bethalla ".[بحاجة لمصدر]

## التاريخ الحديث والمعاصر
عُثر في القرية على قطع أثرية تعود إلى العصر الحديي الثاني، والفارسي، والهلنستي، والروماني، والبيزنطي/الأموي، والعصور الصليبية/الأيوبية والمملوكية.

### العهد العثماني

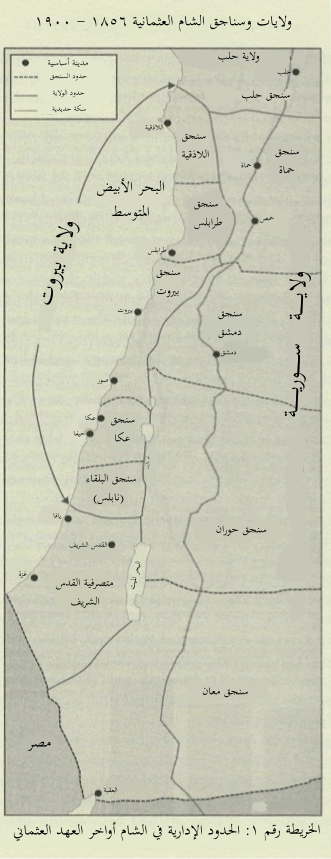
الولايات العثمانية في بلاد الشام نهاية القرن التاسع عشر، كانت بيتلو واقعة ضمن سنجق البلقاء (نابلس) التابع لولاية شرق بيروت.

تبعت بيتلو إلى الإمبراطورية العثمانية في عام 1517 مع كل فلسطين، وكانت تتبع ولاية شرق بيروت في الشام. في عام 1596 ظهر لأول مرة اسم بيتلو في سجلات الضرائب العثمانية، وكانت إدارياً تتبع ناحية القدس ضمن قضاء القدس، حيث دفعوا معدل ثابت للضريبة بنسبة 33,3٪ على المنتجات الزراعية المختلفة، مثل القمح، والشعير، والمحاصيل الصيفية، والزيتون، والماعز، وخلايا النحل. في عام 1838 زار الباحث الأمريكي إدوارد روبنسون القرية وذكر أنها «قرية مسلمة ضمن منطقة بني حارث شمال القدس».
في أواخر العهد العثماني، في عام 1870، وصل المستكشف الفرنسي فيكتور جويرين إلى بيتلو، وقدر أن عدد سكانها حوالي 800 نسمة، كما أشار أنه فيها «أشجارًا رائعة» شمالها. يتوافق تقدير فيكتور مع قائمة إحصاء رسمي عثماني في نفس العام، والتي ذكرت أن في القرية 100 منزل يقطنها حوالي 430 رجل.
عام 1882، أجرى صندوق استكشاف فلسطين الغربية مسحاً للقرية ووصفها بأنها «قرية متوسطة الحجم على أرض مرتفعة، بين بساتين أشجار الزيتون، وفيها بئر ماء إلى الجنوب الشرقي، وكذلك نبع إلى الشمال الشرقي». في عام 1896، قدر عدد سكان القرية بحوالي 588 شخصاً.

### الانتداب البريطاني
في عام 1917، وقعت بيتلو بيد الجيش البريطاني، ودخلت القرية مع باقي فلسطين مظلة الانتداب البريطاني على فلسطين عام 1920 حتى وقوع النكبة عام 1948. أجرت سلطات الانتداب البريطاني تعدادا عاما للسكان عام 1922، وقد بلغ عدد السكان حوالي 252 نسمة، ثم ازداد عددهم حتى وصل إلى 440 نسمة جميعهم مسلمين في تعداد عام 1931. أما في تعداد عام 1945، فبلغ عدد السكان حوالي 490 نسمة وجميعهم مسلمون.

#### قرار تقسيم فلسطين

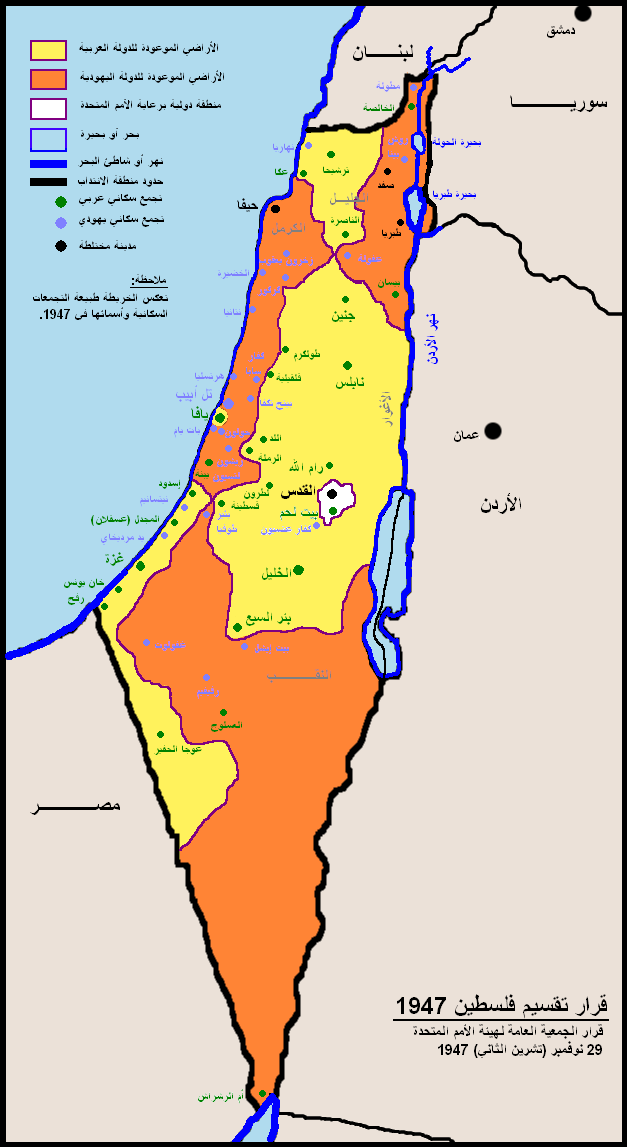
خارطة تقسيم فلسطين عام 1947، تظهر بيتلو ضمن المنطقة المحددة للعرب.

قامت هيئة الأمم المتحدة عام 1947 بمحاولة لإيجاد حل الصراع العربي اليهودي القائم على فلسطين، وقامت هيئة الأمم بتشكيل لجنة "UNSCOP" المتألّفة من دول متعدّدة باستثناء الدّول دائمة العضوية لضمان الحياد في عملية إيجاد حلّ للنزاع.
قامت اللجنة بطرح مشروعين لحل النزاع، تمثّل المشروع الأول بإقامة دولتين مستقلّتين، وتُدار مدينة القدس من قِبل إدارة دولية. وتمثّل المشروع الثاني في تأسيس فيدرالية تضم كلا من الدولتين اليهودية والعربية. ومال معظم أفراد اللجنة تجاه المشروع الأول والرامي لتأسيس دولتين مستقلّتين بإطار اقتصدي موحد. وقامت هيئة الأمم بقبول مشروع اللجنة الدّاعي للتقسيم مع إجراء بعض التعديلات على الحدود المشتركة بين الدولتين، العربية واليهودية، على أن يسري قرار التقسيم في نفس اليوم الذي تنسحب فيه قوات الانتداب البريطاني من فلسطين. وكانت بيتلو في ذلك الوقت إدارياً ضمن قضاء رام الله، التي تم الحاقها بالدولة العربية المُقترحة.

### الحكم الأردني
في أوائل خمسينيات القرن العشرين أتبعت بيتلو للحكم الأردني بين حربي 1948 و1967، وكان عدد سكانها آنذاك حوالي 1,535 نسمة عام 1961.

### النكسة
وقعت بيتلو في يد الاحتلال بعد حرب النكسة.

### السلطة الفلسطينية
بعد تأسيس السلطة الفلسطينية، تسلمت السلطة الوطنية الفلسطينية القرية بيتلو، ووضعتها تحت سيطرتها المدنية حسب اتفاقيات أوسلو، وألحقتها ببلدية الاتحاد (دير عمار، بيتلو، جمالا). وفقاً للاتفاقيات عام 1995، قُسمت أراضي الاتحاد إلى قسمين: الأول شكل حوالي 41.2% وعرف باسم المنطقة «ب»، بينما القسم الآخر والذي شكل النسبة المتبقية عرف باسم المنطقة «ج». ألحقت القرية إدارياً لمحافظة رام الله والبيرة.

## الجغرافيا
تقع قرية بيتلو في وسط فلسطين، وسط الضفة الغربية، في الناحية الشمالية الغربية من محافظة رام الله والبيرة، على التلال الغربية من سلسلة الجبال المركزية الممتدة من الشمال إلى الجنوب في الضفة الغربية على ارتفاع (531) متراً عن سطح البحر. تبعد عن مركز مدينة رام الله حوالي 20 كم. وهي أكبر قرى الاتحاد سكاناً ومساحة. 
يحدها من الشرق أراضي قريتي كوبر والمزرعة القبلية، ومن الشمال فيحدها أراضي قرية دير نظام، ومن الغرب قرى الاتحاد دير عمار وجمالا وقرية دير أبو مشعل، أما من الجنوب فيحدها قرى راس كركر والمزرعة القبلية ودير عمار.

## السكان
دخلت فلسطين وفود كبيرة عبر العصور من تجار وغيرهم وذلك لموقعها الهام كنقطة وصل بين القارات، ومركز للحضارات والأديان. يبلغ عدد سكان بيتلو حاليا حوالي 3,465 نسمة جميعهم من المسلمين وذلك حسب التعداد العام للسكان والمساكن والمنشآت عام 2017 الذي أجراه الجهاز المركزي للإحصاء الفلسطيني.
| السنة           | تعداد (1922) | تعداد (1931) | تعداد (1945) | تعداد (1961) | تعداد (1997) | تقدير (2006) | تعداد (2017) |
| --------------- | ------------ | ------------ | ------------ | ------------ | ------------ | ------------ | ------------ |
| التعداد السكاني | 252          | 440          | 490          | 1,535        | 2181         | 3,083        | 3,465        |

## الاستيطان
صادرت إسرائيل 858 دونم من أراضي الاتحاد لبناء 4 مستوطنات إسرائيلية هي نحليئيل، وتلمون، وحلميش ونيلي.